# A South Park mellékszereplői
Ez az oldal a South Park című rajzfilmsorozat mellékszereplőivel foglalkozik. Nem tartalmazza viszont a családtagok, valamint a tanulók és az iskolai alkalmazottak névsorát.

## A sorozat mellékszereplői

### Dr. Alphonse Mephesto és Kevin

Mephisto (jobbra) és Kevin

Dr. Alphonse Mephesto (a magyar fordításban néha Mefityisztó) egy őrült tudós, génsebész. Neve célzás Mephistopheles-re, az ördögre, megjelenése pedig a Marlon Brando által megszemélyesített címszereplőre emlékeztet az 1996-os Dr. Moreau szigete című filmből. A szereplő jó szándékú kísérletei gyakran rosszul sülnek el, ezzel pár alkalommal veszélybe sodorva az egész várost. Dr. Moreau-hoz hasonlóan Mephesto is furcsa lények teremtésére használja tehetségét – viszont teremtményei általában olyan bizarr teremtmények, melyeknek egynél több farpofájuk van. A szereplő eredeti hangja Trey Parker, magyar hangja Verebély Iván.
A szereplő sárga hawaii-mintás inget, barna kalapot és nadrágot visel. Az arca ráncos, a haja pedig őszül. Rendszerint sétapálcát hord magával, melynek fogantyúja farpofa alakú. Mephestónak van egy fia, Terrance, illetve egy bátyja, aki nem szerepelt a képernyőn, de A Cartman mama piszkos múltja című rész szerint ismeretlen okból minden hónapban megpróbálja megölni Mephestót.
Kevin Dr. Mephesto furcsa asszisztense, aki megalkotója híres popsztárnak tervezett, de kudarcot vallott vele. Kevin – aki Mephestóéhoz hasonló öltözéket visel – sosem szólal meg és mindenhová követi Mephestót (a filmben Dr. Moreau-nak szintén van egy társa, aki hozzá hasonlóan öltözködik). Kevin története a Primus együttes Mephisto and Kevin című számában hallható, mely a Chef Aid: The South Park Album-on jelent meg; hogy tökéletes popsztárt alkosson, egy tudós Michael Jackson spermáját és egy ismeretlen, zeneileg tehetséges nő petesejtjét használta fel, melyet egy láma méhébe ültetett be.

### Barbrady felügyelő
Barbrady (eredeti hangja Trey Parker, magyar hangja Kassai Károly) rendőr, aki szakmailag teljesen alkalmatlan erre a posztra, mivel ostoba és egy ügyet sem képes megoldani. A csirkebaszó című epizódban kiderül, hogy Barbrady analfabéta, ezért egy ideig iskolába kellett járnia, de az epizód végére sikerül megtanulnia írni és olvasni. Az egyes részekben Barbrady kék színű rendőri egyenruhában és napszemüvegben látható. Barbrady túlsúlyos, emellett erősen nagyothall, ebből kifolyólag hallókészüléket visel és harsány, kifejezéstelen módon beszél. Eredeti hangját Dennis Prager rádiós műsorvezető sajátos hangja ihlette, amelyet Parker és Stone így szeretett volna vicc tárgyává tenni.
Barbrady híres, visszatérő mondata: „Oszoljunk, emberek, nincs itt semmi látnivaló” – még akkor is, ha valami nagy jelentőségű vagy látványos dolog történik South Parkban. A szereplő az újabb részekben a háttérbe szorult, azóta csupán egy-két epizódban, valamint a 19. évadban van jelentősebb alakítása.

### Dr. Doctor
Dr. Doctor, a mozifilmben Doctor Gouache (eredeti hangja Trey Parker, magyar hangja Szabó Sipos Barnabás) a város egyetlen állandó orvosa, aki a Pokol Tornáca Klinikán dolgozik. Első megjelenése a Cartman mama piszkos múltja című részben volt, azóta csak ritkán bukkan fel. Jelentősebb szerepe a Gyógyászati sült csirke című epizódban volt, ahol cáfolja összefüggést a hererákos megbetegedések és a KFC sült csirkéjének fogyasztása közt. Szakmailag gyakran nem áll helyzete magasságán, és csak ront betegei állapotán, pácienseit képtelenebbnél képtelenebb betegségekkel diagnosztizálja és szokatlan módszerekkel igyekszik gyógyítani. A South Park – Nagyobb, hosszabb és vágatlanban Dr. Gouache néven szerepel és George Clooney adja az eredeti hangját.

### Harrison Yates
Harrison Yates őrmester (eredeti hangja Trey Parker, magyar hangja Forgács Gábor, majd Koncz István) egy ír származású amerikai rendőrtiszt, aki meglehetősen alkalmatlan erre a posztra. Nagyrészt hivatalnokként dolgozik, különféle nyomozásokban és ügyekben vesz részt. Mégis hiszékeny és babonás, sokszor teljesen jelentéktelen  ügyekben is eljárást kezdeményez. Leplezetlen ellenszenvet mutat az illegális küzdősportokkal szemben is. Rasszista és egyértelműen pártolja a rendőri erőszakot. Nyomozásai során gyakran alkalmaz bizarr módszereket, illetve egyes bizonyítékokból abszurd következtetéseket von le. Yate házas, felesége Maggie Yates. Gyakran mutatkozik együtt társával, Mitch Murphey nyomozóval. A későbbi évadokban ő veszi át Barbrady helyét.

### Jézus
Jézus (eredeti hangja Matt Stone, magyar hangja Tarján Péter) a sorozat visszatérő szereplője, akit a készítők a valódi Jézusról mintáztak. A sorozatbéli Jézus saját talk showjának, a „Jézus és a haverok”-nak a műsorvezetője.
A szereplő már a The Spirit of Christmas elnevezésű rövidfilmekben is feltűnik, és az első két évadban igazán jelentős; miután a Meleg Al meleg vízitúrájában először látható volt, döntően a Damien, A dél-Srí Lanka-i mexikóma béka, az Odafent vagy, Uram? Én vagyok az, Jézus és a Cartman hitgyűlése című epizódokban tölt be kulcsfontosságú szerepet. A Csúcsszuper barátok – Istenségekben David Blaine szektájával száll szembe, majd a Karácsony Irakban címet viselő részben az irakiak fogságába esett Mikulás kiszabadítására siet, de az akció során életét veszti. Ezután öt évig nem szerepel a sorozatban. Jézus a Fantasztikus Húsvéti Különkiadásban támad fel ismét, melyben az első pápa leszármazottját kell megvédenie egy fanatikustól. Alkalomszerűen bukkan fel, mint a "Kügy ürügy" című részben, ahol felmerül a gyanúja, hogy illegális szerek segítségével tett csodákat, vagy a "Karácsonyi hó" című epizódban, ahol kokainnal havazza be a várost.
A Jézus és a haverok (eredeti címe „Jesus and Pals”) egy kitalált betelefonálós tévéműsor, melyet Jézus vezetett, mielőtt másodszor meghalt. Amikor Trey Parker és Matt Stone készíteni kezdte a South Parkot, felismerték, hogy Jézus milyen fontos szerepet játszott a The Spirit of Christmas című rövidfilmben, ezért úgy döntöttek, valamilyen módon a sorozatban is szerepeltetni fogják. A Jézus és a haverok című produkció a Testsúly 4000 című epizódban tűnt fel először, ahol néhány másodpercre látható volt a reklámja. Miután a Meleg Al meleg vízitúrája című részben szerepelt, rendkívül negatív kritikákat kapott, de a készítők folytatták a vetítését. A műsor A dél-Srí Lanka-i mexikóma béka elnevezésű epizódban a legemlékezetesebb; a cselekmény szerint nézettségi harc tör ki a Jézus és a haverok, valamint Jimbo vadászműsora között. A Jézus és a haverok Jézus hatodik évadbeli halála óta nem szerepel a sorozatban.

### Kula bácsi
Kula bácsi (Mr. Hankey, eredeti hangja Trey Parker, magyar hangja Széles Tamás) egy beszélő emberi ürülék, aki a Mikulás trágárabb változata a sorozatban. Szenteste előmászik a vécécsészéből és megajándékozza azokat a gyerekeket, akik  rostos ételeket fogyasztottak. Emellett gyakran kisegíti a főszereplőket vagy tanácsokat ad nekik. Különösen Kyle-hoz áll közel; az első megjelenésekor csupán Kyle és Séf bácsi látta Kula bácsit, ezzel szimbolizálva azt, hogy csak azoknak jelenik meg, akik hisznek benne. A fizikai állapota miatt csak a csatornában képes életben maradni, különben kiszáradna és meghalna. Kula bácsi jellegzetes felkiáltása a „helló-belló”, angolul „howdy-ho”. A szereplő a régebbi epizódokban volt jelentős, az újabb részekben már nem szerepel. A "Kakaprobléma" című epizódból kiderül, hogy intoleráns szabadszájúsága nemkívánatos lett South Parkban, ezért a rész végén elhagyta a várost, hogy a Simpson család helyszínéül szolgáló Springfieldbe költözzön.
John Kricfalusi, a Ren és Stimpy Show című rajzfilmsorozat alkotója perrel fenyegette meg a South Park készítőit, mert szerinte Kula bácsi az ő egyik rajzfilmszereplőjének utánzata. Parker az 1998-as U.S. Comedy Arts Festival-on elmondta, hogy a szereplő megalkotását egy gyerekkori trauma ihlette: kisgyerekként gyakran elfelejtette lehúzni maga után a WC-t és ilyenkor apja azzal ijesztgette, hogy Mr. Hankey felbukkan, elénekel egy dalt, ezután megöli őt. A Kula bá ünnepi klasszikusai című rész, melynek a szereplő volt a házigazdája, 2008 végén számos panaszt váltott ki Oroszországban, a tiltakozók a sorozat sugárzásának beszüntetését követelték. Végül hosszas vizsgálódás után a moszkvai bíróság a South Parkot sugárzó 2x2 televíziós csatorna javára hozott döntést.

### Maxi atya
Maxi atya (Priest Maxi, eredeti hangja Matt Stone, magyar hangja Besenczi Árpád és Kassai Károly) egy katolikus pap, aki South Park keresztény közösségének szószólója; a Kula bá, az ünnepi kaki című részben tűnt fel először, ekkor még névtelenül. A szereplő neve utalás lehet egy brit reggae-énekesre, Maxi Priestre. A pap személyisége némileg a műsor igényeihez igazodik, mert néhány alkalommal szűk látókörű és intoleráns, aki a pokolba kerüléssel fenyegeti meg az embereket, még ha csak jelentéktelen vétkeket követtek is el. A kalóz-kísértet rejtélye című részben még a gyilkosságtól sem riad vissza, hogy a South Park-i lakosokat eltántorítsa az általa gyűlölt Halloween megünneplésétől. A Ki jut elsőként a Pokolba című epizódban nyersen kijelenti, hogy Timmy a pokolba kerül, mert fogyatékossága miatt nem képes meggyónni bűneit. Ennek ellenére a Katolikus gyerekmolesztálási botrány című részben Maxi atya élete kockáztatásával feltárja a katolikus egyház gyermekmolesztálási ügyeit és arra kényszeríti a papokat, hogy erkölcsi okokból és a hit megőrzése érdekében hagyjanak fel a gyerekekkel szembeni szexuális visszaélésekkel. Később, "A kisfiú és a pap" című részben amiatt kesereg, hogy nem járt sikerrel, de az epizód végén úgy dönt, hogy South Parkban marad, hogy megvédje a gondjaira bízott gyerekeket a pedofíliától.
Habár köteles lenne cölibátusban élni, Maxi atya nem úgy tűnik, hogy túl szigorúan venné az előírásokat. A legtöbb South Park-i felnőttel együtt neki is volt legalább egyszer szexuális kapcsolata Liane Cartmannel (Cartman mama piszkos múltja) és a gyerekek a Ki jut elsőként a Pokolba című részben rajtakapják egy Mrs. Donovan nevű nővel a gyóntatófülkében, félreérthetetlen helyzetben. A GYÉPÉ csata című epizódban Maxi atya azt állítja, hogy valaha homoszexuális volt, de a hit erejével megváltozott (az epizódban a többi lakos megjegyezi, hogy a pap ezután ismét beleszeretett egy Peterson nevű férfiba, miközben megpróbálta őt heteroszexuálissá változtatni). Később, a Kövesd a tojást című részben Maxi atya házasítja össze Buzi Nagy Alt és Mr. Furkót.

### McDaniels polgármester asszony
McDaniels polgármester (eredeti hangja April Sterward, korábban Mary Kay Bergman és Eliza Schneider; magyar hangja Borbás Gabriella, később Ősi Ildikó) South Park megbízott polgármestere, elsőként a Testsúly 4000-ben tűnt fel. A szereplőnek türkizkék színű haja van, az egyes epizódokban kék zakót és zöld nadrágot visel, emellett arany fülbevalókat hord. Hajlamos súlyos helyzeteket is figyelmen kívül hagyni, mivel a karrierje gyakran fontosabb számára, mint a város és lakosainak épsége. Meglehetősen öntelt, mert állítása szerint a Princetoni Egyetemre járt és lenézi a többi lakost. A sorozatban céloznak arra, hogy csupán karrierje előrelendítése érdekében vállalta el South Park polgármesteri címét, hogy segítségével később valamilyen magasabb pozíciót érhessen el.
A polgármesternek két segédje van, akik mindenhová követik őt, Ted és Johnson. Ted, aki bajszos volt, Az élő hajléktalanok éjszakája című részben, egy autóbalesetben meghalt.

### Meleg Al
Meleg Al (angolul Big Gay Al, máskor Buzi Nagy Al, eredeti hangja Matt Stone, magyar hangjai Ujréti László, Forgács Gábor és Pusztaszeri Kornél) egy tipizált homoszexuális férfi, aki leginkább feltűnő külsejéről és optimista viselkedéséről ismert; például a „Hogy van?” kérdésre mindig „Szuperül, köszike a kérdést!” felelettel válaszol. Az egyik korai epizódban (Meleg Al meleg vízitúrája) állatfarmot létesített olyan meleg állatok számára, melyeket gazdáik elhagytak, egy időre Stan kutyája is nála talált menedéket. Az epizód után Meleg Al Stan közeli jóbarátja maradt.
Al mellékszereplőként a South Park – Nagyobb, hosszabb és vágatlan című filmen is feltűnt; egy show-műsor házigazdája volt, valamint egy dalt is előadott („I'm Super”).
Később a GYÉPÉ csata című részben cserkészvezető lett, mivel már kilencéves kora óta a szervezet tagja. A gyerekek szüleit azonban nyugtalanította a dolog, ezért a klub elbocsátotta Meleg Alt. A fiúk ezután mindent megtettek, hogy barátjukat visszavegyék a cserkészekhez és egy ügyvéd segítségével sikerrel is jártak. De Al ezután már nem akart visszatérni az egyesülethez, mert szerinte a többi cserkészvezetőnek joga van kizárni valakit a klubból, ha ők úgy határoznak; ő pedig tiszteletben akarta tartani a döntésüket.
Meleg Al végül Mr. Furkóval került kapcsolatba, miután az szakított Mrs. Garrisonnal (aki a beleegyezése nélkül operáltatta magát nővé). A Kövesd a tojást epizódban Al és Mr. Furkó már a házasságukat tervezik, de Mrs. Garrison féltékeny lesz rájuk és megpróbál keresztbe tenni nekik azáltal, hogy fellép a melegházasságok ellen – sikertelenül. Később még egyszer felbukkan, amikor az F betűs szó definíciójának megváltoztatásában segít a fiúknak.

### Mikulás

Mikulás a Karácsony Irakban című rész egyik jelenetében

Mikulás sorozatbeli változata (eredeti hangja Trey Parker, magyar hangja Újréti László és Barbinek Péter) az Északi-sarkon él egy erődben és az év két hónapjában az Alsónadrág-gnómok segítenek neki.
Gyakran mutatkozik együtt Jézussal és Kula bácsival, habár az előbbivel való kapcsolata nem volt mindig felhőtlen. A Jesus vs. Santa rövidfilmben összeverekednek, hogy eldöntsék, mi a karácsony lényege – az ajándékozás vagy Jézus születésének ünneplése. Brian Boitano és a gyerekek segítségével aztán sikerül fegyverszünetet kötniük egymással. Később a Kula bá ünnepi klasszikusai című részben is egymás torkának esnek, mert Mikulás nehezményezi, hogy Jézusról több karácsonyi dal szól, mint róla. Ennek ellenére újra kibékülnek és Jézus később életét veszti, amikor Mikulást próbálja kimenteni az irakiak fogságából, a Karácsony Irakban című epizódban.
A sorozatbeli Mikulás arról híres, hogy akár erőszakkal is hajlandó megoltalmazni a karácsony valódi értelmét. A már említett iraki részben szökés közben több katonát is agyonlő, az Erdei karácsony című epizódban pedig egy vadászpuskával és egy kalapáccsal mészárolja le az Antikrisztust és annak követőit, ezzel megmentve a karácsonyt. Mikor a "Karácsonyi hó" című epizódban azt látja, hogy az emberek részegen vezetnek, még azt is képes elérni, hogy tiltsák be az alkoholfogyasztást az ünnepek alatt. Emellett Mikulás hajlamos arra, hogy önmagáról egyes szám harmadik személyben beszéljen. Képességét, hogy mindenkiről tudja, hogy jó vagy rossz volt, a "Kormányármány" című epizódban az amerikai kormány használja ki.

### Ned Gerblansky
Ned Gerblansky (eredeti hangja Trey Parker, magyar hangja Széles Tamás) és legjobb barátja, Jimbo Kern egyaránt a tipikus „vidéki suttyót” testesíti meg a sorozatban. Ned alakját Parker egyik középiskolai rajza ihlette, bár annak eredetileg nem volt gégemikrofonja. Ned hangját egy coloradói Kentucky Fried Chicken gyorsétterem pincérnőjének hangja inspirálta. Parker és Stone főiskolásként gyakran megfordult az étteremben, gyakran csak a pincérnő bizarr hangja miatt mentek oda, amely azonban annyira mély volt, hogy állításuk szerint elment tőle az étvágyuk. Ned hangját nehezen tudták megalkotni; próbálkoztak azzal a módszerrel, hogy a gégéjükhöz tették a mikrofont, majd egy igazi gégemikrofont is vásároltak, de végül a természetes hangszimuláció mellett döntöttek.
Jimbo és Ned Vietnámban találkozott, ahol Jimbo helikopterpilóta volt. A háború alatt Ned elveszítette a jobb karját, amikor egy kézigránát felrobbant a kezében. Az egyébként valaha kellemes hangú Ned a rengeteg dohányzás miatt rákot kapott, emiatt csak gégemikrofonnal képes beszélni. Ned Jimbóval együtt rendszeresen kijátssza a vadászatot korlátozó törvényeket, a sorozat szerint barátjával a Vadássz, ölj című vadászműsor házigazdája, a Bennem egy kis Nemzet van című epizódban Jimbóval együtt az iraki háború támogatója. Miután A vulkán című részben először feltűnik, Ned főként az első évad epizódjaiban tölt be fontosabb szerepet, az újabb részekben már alig látható. Jimbóhoz és több korábbi mellékszereplőhöz hasonlóan a legújabb epizódokban majdnem teljesen eltűnt a képernyőről, csak háttérszereplőként figyelhető meg. A "Démoni vadnyugat" című részben súlyosan megsebesíti őt a Medvedisznóember, és egy időre el is tűnik. majd a "Bicajparádé" című részben újra látható.

### Sátán

Sátán (középen), Szaddám és Chris

Sátán (eredeti hangja Trey Parker, magyar hangjai Nagy Ervin és Faragó András) a sorozat visszatérő alakja, akit a készítők a keresztény vallás Sátánjáról mintáztak. Sátán uralkodik a pokolban és folyamatosan háborúzik Istennel, de mégsem olyan könyörtelen és velejéig romlott, mint ahogyan más művekben legtöbbször ábrázolják. A sorozatbeli Sátán lágyszívű és meg nem értett antihős, aki mély érzelmi kapcsolatokra, valamint irgalomra is képes. A szereplő a Damien című részben debütált, melyben fia, Damien szerepelt, ebben a részben Sátán bokszmeccset vívott Jézussal.
Sátán egy embernél magasabb, félmeztelen, izmos, vörös bőrű ördög képében jelenik meg, szarvakkal, patákkal és kecskeszakállal. Sátán legtöbbször a romantikus kapcsolatain keresztül jelenik meg a sorozatban (és a mozifilmben is), melyek mindegyike homoszexuális kapcsolat; Sátán első megjelenésekor még Szaddám Huszein szeretője volt, de hamarosan száműzte a diktátort, mivel az uralkodni akart rajta. Sátánnak van egy fia, Damien, aki egyértelmű utalás az Ómen című film főszereplőjére. Legutóbb a Pokol a Földön című résznek volt központi alakja, melyben az évezred legnagyobb halloweeni partiját rendezi.
Habár jelenleg egyedülálló, Sátánnak idáig három romantikus kapcsolata volt. Ezek közül a legjelentősebb Szaddám Huszeinnel való kapcsolata a South Park – Nagyobb, hosszabb és vágatlan című filmből. Szaddám azonban túl agresszív volt a konfliktust kerülő és megalkuvó Sátánnal és nagyrészt csak a világuralom érdekelte, ezért Sátán szakított vele, majd megölte. Szaddám a Ki jut elsőként a Pokolba című részben visszatért, de Sátán ekkor már egy vegetáriánus férfivel, Chrisszel volt együtt. Szaddám és Chris gyilkolni kezdte egymást (miután meghaltak, mindig újra és újra a pokolban kötöttek ki), ezért Sátán Istentől kért tanácsot. Ő azt javasolta neki, töltsön több időt egyedül, hogy megtalálja önmagát és ne tegye függővé magát a kapcsolataitól. Sátán ezután mindkét férfivel szakított, majd az erőszakoskodó Szaddámot a mennyországba száműzte.
A 2005-ös Legek harca című részben Sátánnak volt egy démoni tanácsadója – aki leginkább Kígyónyelvű Gríma és Palpatine császár alakjára emlékeztetett – és arra biztatta Sátánt, hogy támadja meg a mennyországot. Amikor azonban az epizód végén az alvilági seregek elvesztették a csatát, a tanácsadó tovább akadékoskodott, ezért Sátán azt kiáltotta, „Nem, Kevin, ennyi volt, most már szakítok veled is”, majd megölte. Az epizód során ekkor derült fény először a köztük lévő kapcsolatra.

### Szaddám Huszein
Szaddám Huszein (eredeti hangja Matt Stone, magyar hangjai Széles Tamás illetve Barbinek Péter) a sorozat visszatérő szereplője, aki azonban a megjelenésében és a viselkedésében is nagy mértékben különbözik a valódi Huszeintől. Szaddám a sorozatban Terrance és Phillip ősellensége, valamint Sátán szeretője.
A szereplő teste a hagyományos, South Parkra jellemző stílusban készült (papírkivágásra emlékeztet), azonban a feje egy valódi fénykép; Mel Gibsonon és Ben Afflecken kívül ő az egyetlen visszatérő szereplő a sorozatban, aki rendelkezik ezzel a sajátossággal. Emellett arról nevezetes, hogy feje a kanadai szereplőkéhez hasonlít; két részből áll, melyek beszéd közben fel-le mozognak.
Noha a karakter a tényleges volt iraki diktátoron alapul, számos tekintetben mégis gyökeresen különbözik tőle. A sorozatbeli Szaddámnak többek közt magas, vékony hangja van és homoszexuális. Gyakran sértegeti az embereket, ez különösen akkor volt jellemző, amikor még Sátánnal állt romantikus kapcsolatban. Sátán végül megunja a folyamatos érzelmi zaklatást, és Szaddámot a mennyországba száműzi. Szaddám valamiért Kanada megszállottja, és ezidáig három alkalommal foglalta el az országot; két epizódban (Terrance & Phillip lukam nélkül soha, Karácsony Kanadában), továbbá rövid időre a South Park – Nagyobb, hosszabb és vágatlan mozifilmben.
Szaddám a Terrance & Phillip lukam nélkül soha című részben szerepel először; ebben a részben megpróbálja elfoglalni Kanadát, de Terrance és Phillip a kanadai lakosok segítségével keresztülhúzza számításait, majd megöli a diktátort. A dél-Srí Lanka-i mexikóma béka című epizódban rövid időre tűnik fel – az epizód legvégén, miután Jézus a pokolra küldi producerét, Szaddám és Sátán kézen fogva látható. A mozifilmben az iraki diktátor az egyik negatív főszereplő; az emberek egymás közti ellenségeskedését kihasználva világuralomra tör, de tervét nem sikerül véghez vinnie. Szaddám a Ki jut elsőként a Pokolba – Cartman hitgyűlése című kétrészes epizódban visszatér a pokolba, de felfedezi, hogy Sátán már egy Chris nevű férfival él együtt. A féltékeny Szaddám megöli Christ, majd kölcsönösen gyilkolni kezdik egymást (mivel haláluk után mindig visszakerülnek a pokolba). Sátán egy régi ismerőse, Isten tanácsára mindkettőjüket elhagyja, a tovább akadékoskodó Szaddámot pedig a mennyországba száműzi.
A szereplő a Létra a mennybe című részben is rövid időre tűnik fel: miközben a főszereplők létrát építenek a mennybe, hogy a halott Kennytől megtudják egy édességkupon hollétét, az amerikai kormány felfedezi, hogy Szaddám biológiai tömegpusztító fegyvereket előállító gyárat hozott létre a mennyben. Az Emlékezet törölve és az Állati bénák című részekben a szereplő ismét csupán egy-egy jelenetben figyelhető meg – előbbiben egy groteszk külsejű idegen lény rövid időre Szaddám cilinderes és csokornyakkendős alakját veszi fel, utóbbiban a volt iraki diktátor is tagja Christopher Reeve Pusztító Légiójának (sosem derült ki, Szaddám hogyan jutott le a mennyből a Földre).
Szaddám utoljára a Karácsony Kanadában című epizódban szerepel, melyben kanadai miniszterelnöknek kiadva magát ő áll az örökbefogadott kanadai gyerekek – köztük Ike Broflovski – hazaszállításának hátterében.

### Terrance és Phillip
Terrance és Phillip kanadai humoristák, akik egy rajzfilmsorozatot vezetnek (mely a South Park-i gyerekek kedvence).
Terrance (teljes nevén Terrance Henry Stoot) – eredeti hangja Matt Stone – Torontóból származik, fekete hajú és egy vörös pólót visel, „T” felirattal. Phillip (teljes nevén Phillip Niles Argyle) Montréalból származik, szőke hajú és kék pólót hord, melyen egy „P” betű látható. Eredeti hangját Trey Parker kölcsönözte. Magyar hangjaik legtöbbször Rajkai Zoltán és Minárovits Péter. Terrance és Phillip alakja geometriai figurákból épül fel, pontszerű szemeik és Pac-Man-re emlékeztető fejük van, mely beszéd közben fel-le mozog (ezek a jellemvonások egyébként – visszatérő poénként – a sorozatban megjelenő összes kanadaira jellemzőek).
A karaktereket a South Park egyes epizódjaiban megjelenő humor, illetve az ezekre adott nézői panaszok ihlették. Sokan támadták a műsort a leegyszerűsített animáció és az altesti poénok miatt, ezért Trey Parker és Matt Stone úgy döntött, Terrance és Phillip alakján keresztül mutatja be, milyen is lenne egy igazán gyenge animációjú és altesti poénokkal teletűzdelt rajzfilm. A két szereplő alakja párhuzamba állítható a South Park készítőivel; a Nagyobb, hosszabb és vágatlanban Terrance és Phillip fellép Conan O'Brien talk showjában, ahol rajtuk kívül Brooke Shields is szerepel. Trey Parker és Matt Stone valóban szerepelt ebben a műsorban Brooke Shieldsszel, így ezt a jelenetet paródiának szánták. A South Park-i szülők felháborodása Terrancék trágár mozifilmjén pedig megmutatja a valódi szülők hozzáállását a Parker–Stone filmhez.
Legemlékezetesebb alakításukat a South Park – Nagyobb, hosszabb és vágatlan című egész estés filmben nyújtják, melyben a szülők, Sheila Broflovski vezetésével tiltakozni kezdenek Terrance és Phillip új mozifilmje ellen, mert az tele van trágár szavakkal és ez szerintük rossz hatással van gyermekeik fejlődésére. A szülők mozgalmat indítanak Kanada ellen és sikerül elérniük a kanadai páros letartóztatását, de az események háborút robbantanak ki az Egyesült Államok és Kanada között. A film végén Sheila lelövi Terrancet és Phillipet, de végül a Sátán teljesíti a halott Kenny McCormick egy kívánságát, aki azt kéri, álljanak vissza a háború előtti állapotok – ezáltal a halottak, köztük Terrancék is feltámadnak.
A mozifilm mellett Terrance és Phillip a Halál, a Terrance & Phillip lukam nélkül soha, a Terrance és Phillip fingik egymásra, a Punifingék, és a Kanadella című epizódokban is jelentős szerepet tölt be, de feltűnnek Az új Terrance és Phillip filmelőzetes, a Rajzfilmek háborúja 2. és a Kanada sztrájkol című részekben is.

### Törcsi

Törcsi

Törcsi (az eredeti változatban Towelie, eredeti hangja Vernon Chatman) egy „beszélő RG-400-as Okos Törülköző”, melyet a Tynacorp cég állított elő, hogy automatikusan szárazra törölje az embereket. Törcsi – aki 17 éves, „törülköző években” – állandóan kéretlen tanácsokat osztogat a lakosoknak a helyes törülközőhasználatról, vagy marihuánát szív. Gyakran figyelmezteti a többi szereplőt, hogy „Ne felejtsenek el törülközőt vinni magukkal” (lehetséges utalás a Galaxis útikalauz stopposoknak című könyvre), majd ezután megkérdezi, hogy „akarnak-e szívni”. Törcsi tévesen azt hiszi, hogy a marihuána javítja a memóriáját és okosabbá teszi. Amikor elszív egy füves cigarettát, visszatérő gegként a háttérben a Popeye című rajzfilm főcímdala hallható. Mégis, Törcsi ezután mindig elfelejti, hogy hol van és mit akart eredetileg csinálni.
A karakter úgy keletkezett, hogy a South Park készítői tudatosan próbálták megalkotni a lehető legrosszabb és legfelszínesebb rajzfilmszereplőt. A Törcsi – Törülke című epizód DVD kommentárjában Trey Parker és Matt Stone elmondja, hogy egy hajókirándulás alkalmával a barátaik között visszatérő mondattá vált a „Ne felejtsétek el a törülközőt!”, majd a „Törcsi azt mondja, ne felejtsétek el a törülközőt!” felszólítás. Elmondásuk alapján Törcsi drogfüggősége onnan ered, hogy a készítők egyszer a stúdió irodájában kábítószert használtak és egy törülközőt tettek az ajtó alá, a füst megfékezése érdekében.
Törcsi először a már említett Törcsi – Törülke címet viselő részben tűnt fel, majd Kenny halála után ő is részt vett a Káosz Professzor című epizódban azon a versenyen, melyben Kenny utódját keresték, de a fiúk túl megbízhatatlannak tartották, így nem ő nyert. A Milliónyi kicsi szál című részben Törcsi regényt írt az életéről, de mivel egy kiadó sem volt hajlandó megvenni a művet (szerintük egy törülköző élete nem érdekelné az olvasókat), Törcsi műbajuszt vett fel és embernek adta ki magát. Ezzel a trükkel sikerült a könyveladási listák élére kerülnie és Oprah Winfrey műsorába is meghívták, de hazugságából aztán komoly bonyodalmai származtak. Később komoly drogproblémái miatt tönkremegy az élete, és csak a fiúk hatására értékeli át az életét és hagy fel a kábítószerezéssel. Amikor Randy Marsh megnyitja a Böcsület Farmot, beköltözik ő is, hogy tanácsadóként segítse a marihuána termesztését.

### Tuong Lu Kim
Tuong Lu Kim, a Wok Város (angolul City Wok) tulajdonosa (eredeti hangja Trey Parker, magyar hangja Katona Zoltán és Pusztaszeri Kornél)  kínai származású férfi, aki jellegzetes akcentussal beszél („r” helyett „l” hangot ejt, azonkívül Wozs Városnak hívja a saját éttermét), ezen a főszereplő gyerekek sokat viccelődnek. Kim egy kínai éttermet vezet, emellett van egy olcsó, de veszélyes légitársasága is a városban (lásd a Karácsony Kanadában című részt).
Az étteremtulajdonos a Jared HÍV-e című epizódban debütált, de ekkor még névtelenül szerepelt, nevére A gyerekmolesztálás nem mulatságos című epizódban derült fény. Ebben az részben egy, a kínai nagy falhoz hasonló építményt kell emelnie South Park köré (mivel ázsiai származású, a többi városlakó azt hiszi, Kimnek a vérében van a falépítés tudománya), de nehezen halad az építkezéssel, mert a készülő falat mindig lerombolják a mongolok. A kilencedik évadban (a Wing, a kínai pacsirta elnevezésű részben) kitudódik, hogy van egy felesége, Wing, aki énekesnő és a kínai maffia segítségével jutott el az Egyesült Államokba. Wing Han Tsang egy ténylegesen létező kínai énekesnő, aki híres előadók dalait adja elő.
Később kiderül, hogy az igazi énje valójában Dr. William Janus, egy pszichiáter, aki maga is tudathasadásos személyiségzavarban szenved, és kínainak képzeli magát az egyik személyisége. Mégsem kezelteti ki a város a betegségét, mert különben nem maradna kínai étterem a városban.

### Békakirály, Verébherceg és Harcsacsa
Lemmiwinksnek, az egérnek a segítői. Eredeti nevükön Frog King, Sparrow Prince és Catatafish. Mr. Furkó fenekében élnek, de a Süldő Süllők c. epizódban csatába küldik Lemmiwinkset a pletykáló bátyja, Wikileaks ellen. A South Park: The Stick of Truth videójátékban is feltűnnek. Béka király a nevéből adódóan király, Verébherceg ugyanígy herceg, és Harcsacsa egy varázsló. Mindhármuk eredeti hangját Trey Parker kölcsönzi.

## Egyéb mellékszereplők
- Csibész (eredeti nevén Sparky) Stan Marsh kutyája. Elsőként a Meleg Al meleg vízitúrája részben szerepelt, melyben bebizonyosodott, hogy meleg. A kutya ezért egy rövid időre megszökött otthonról és Meleg Al meleg állatoknak fenntartott állatfarmján talált menedéket. Ebben az epizódban George Clooney kölcsönözte Sparky eredeti hangját.[17] Stan kutyája néhány későbbi részben is feltűnik, mint háttérszereplő.
- Darryl Weathers az építőmunkások szakszervezetének dolgozója, vörös haja és bajusza van. A jövő jövevényei című epizódban mutatkozik be, melyben a jövőbeli emigránsok miatt állásukat vesztett munkások gyűlését vezeti. Később a Sznobriadó! című részben volt egy kisebb szerepe, valamint a Margaritaville című epizódban panaszkodik a rossz gazdasági helyzetre. Emlékezetes mondata az „Elveszik a munkát!” (angolul „They took our jobs!”).
- Isten (eredeti hangját Trey Parker kölcsönözi) a sorozatban egy macska, egy majom, egy hüllő és egy víziló keverékeként jelenik meg. Az Odafent vagy, Uram? Én vagyok az, Jézus című epizódban mutatkozott meg először az emberek előtt, akiket sokkolt a megjelenése. A szereplő a Cartman hitgyűlése című epizód szerint buddhista vallású, ennek ellenére csak mormonok juthatnak be a mennyországba. Isten a Legek harca címet viselő epizódban is feltűnik.
- Kákabélű (eredeti nevén Starvin' Marvin) lesoványodott etióp fiú, a róla elnevezett epizódban szerepel először. Jellegzetes csettegő nyelven fejezi ki magát, később a Kákabélű az űrben epizódban is megjelenik, melyben népét a főszereplő gyerekek segítségével elvezeti a Márklárok bolygójára. Eredeti hangját Trey Parker kölcsönzi, magyar hangja Seszták Szabolcs.